# Terpsiphone
Terpsiphone là một chi chim trong họ Monarchidae.

## Các loài
Chi này chứa 16-17 loài:
- Thiên đường hung (Terpsiphone cinnamomea). Phân loài T. c. unirufa ở Luzon có thể tách ra thành loài thiên đường Luzon (T. unirufa).[3][4] Phân bố: Philippines.
- Thiên đường lam (Terpsiphone cyanescens). Phân bố: Philippines.
- Thiên đường Amur (Terpsiphone incei): Tách từ T. paradisi.[3][4] Phân bố: Từ trung Trung Quốc tới đông bắc Trung Quốc, đông nam Viễn Đông Nga và Bắc Triều Tiên.
- Thiên đường đuôi đen (Terpsiphone atrocaudata)[5]. Phân bố: Bán đảo Triều Tiên, Nhật Bản, Đài Loan, Philippines.
- Thiên đường đuôi phướn hay thiên đường Blyth (Terpsiphone affinis):[5] Tách từ T. paradisi.[3][4] Phân loài T. a. floris cũng có thể chia tách tiếp thành loài thiên đường Tiểu Sunda (T. floris). Phân bố: Đông Nam Á, đông bắc Ấn Độ, đông Nepal, quần đảo Nicobar.
- Thiên đường Mascarene (Terpsiphone bourbonnensis). Phân bố: La Réunion, Mauritius.
- Thiên đường Ấn Độ (Terpsiphone paradisi). Phân bố: Bắc Afghanistan, Ấn Độ, tây Trung Quốc tới trung Bangladesh, tây nam Myanmar, Sri Lanka.
- Thiên đường São Tomé (Terpsiphone atrochalybeia). Phân bố: São Tomé.
- Thiên đường Malagasy (Terpsiphone mutata). Phân bố: Madagascar.
- Thiên đường Seychelles (Terpsiphone corvina). Phân bố: Quần đảo Seychelles.
- Thiên đường châu Phi (Terpsiphone viridis). Phân bố: Phổ biến rộng ở châu Phi và bán đảo Ả Rập.
- Thiên đường huyệt hung (Terpsiphone rufocinerea): Có thể là đồng loài với T. viridis do chúng lai ghép được với nhau và rất giống nhau.[3] Phân bố: Từ nam Cameroon tới đông và trung Cộng hòa Dân chủ Congo và tây bắc Angola.
- Thiên đường bụng đỏ (Terpsiphone rufiventer). Phân bố: Tây và trung châu Phi.
- Thiên đường Bedford (Terpsiphone bedfordi). Phân bố: Đông Cộng hòa Dân chủ Congo.
- Thiên đường Bates (Terpsiphone batesi). Phân bố: Đông và đông trung châu Phi.
- Thiên đường Annobón (Terpsiphone smithii). Phân bố: Đảo Annobón (trong vịnh Guinea). Tách ra từ T. rufiventer.[6]